# Витбурга
Витбурга (Витбурх, др.-англ. Wihtburh, Withburga; умерла 17 марта 743) — восточноанглийская святая, принцесса и аббатиса, возможно дочь короля Восточной Англии Анны. Основала монастырь в Дерхэме, Норфолк.
День памяти — 17 марта.

## Биография
Традиционно Витбурга считается самой младшей из дочерей короля Восточной Англии Анны. Её сестрами были: святая Сексбурга, королева Кента и позже аббатиса монастыря в Или; святая Этельдреда, также аббатиса монастыря в Или; святая Этельбурга и святая Сетрита (единокровная сестра), аббатисы Фармутьерского монастыря в Бри. В отличие от её старших сестёр, Беда Достопочтенный не упоминает Витбургу.

### Легенда об оленихах
После смерти отца (ок. 653) Витбурга построила монастырь в Восточном Дерхэме, Норфолк. По легенде, во время строительства Витбурга ничем не могла накормить рабочих, кроме как сухим хлебом. Она помолилась Деве Марии, и ей было велено каждое утро отправлять служанок к местному колодцу. Там служанки обнаружили двух диких, но кротких олених, которые позволили себя доить. Питательное оленье молоко придало рабочим достаточно сил для продолжения строительства монастыря. Местный надсмотрщик не любил Витбургу или же её чудеса. Он решил выследить олених с собаками и убить, однако лошадь сбросила его с седла, и он сломал себе шею. Так надсмотрщик был наказан за свою жестокость. Эта история увековечена на большой вывеске в центре Восточного Дерхэма.

### После смерти Витбурги
Витбурга умерла в 743 году и была похоронена на кладбище монастыря в Или. 55 лет спустя могилу вскрыли и обнаружили, что тело чудесным образом осталось нетленным. Останки перезахоронили в церкви, построенной ею в Дерхэме; гробница Витбурги стала местом паломничества.
В 974 году настоятель Или Бритнот решил украсть тело святой, чтобы самому взимать деньги с паломников. Бритнот и несколько вооруженных людей отправились в Дерхэм и устроили пир. Дождавшись, когда местные жители будут достаточно пьяны, настоятель с помощниками похитили тело Витбурги. Жители Дерхэма вскоре узнали о коварстве Бритнота и пустились в погоню за преступниками.
В завязавшейся драке обе стороны дрались врукопашную и даже прибегли к копьям. Тем не менее, добравшись до Или воры получили преимущество перед дерхэмцами, поскольку знали короткий путь через болота и трясины. С того времени мощи Витбурги вновь пребывали в Или.
Когда дерхэмцы вернулись домой, то обнаружили, что в разрушенной гробнице Витбурги забил родник. Они сочли чудесным образом возникший источник утешением за утрату их святой; паломники продолжали приходить сюда и пить воду из источника. С тех пор прошло больше 1000 лет, но источник не иссяк и его по сей день можно увидеть на месте гробницы Витбурги.